# Aghkend (Tartar)
Aghkend est un village de la région de Tərtər en Azerbaïdjan.

## Géographie
Le village d'Aghkend de la région de Tərtər est situé dans la circonscription administrative du village de Damirtchilar.